# Halsören, Raseborg
Halsören är en ö i Finland. Den ligger i Finska viken och i kommunen Raseborg i den ekonomiska regionen  Raseborg i landskapet Nyland, i den södra delen av landet. Ön ligger omkring 83 kilometer väster om Helsingfors.
Öns area är 1,5 hektar och dess största längd är 260 meter i öst-västlig riktning. Ön höjer sig omkring 20 meter över havsytan.